# ام‌جی جی‌اس
ام‌جی جی‌اس خودرویی اس‌یووی است که در کارخانه‌ام جی موتور واقع در چین مونتاژ می‌شود. این خودرو برای اولین‌بار در نمایشگاه خودرو شانگهای توسط ام‌جی موتور در مارس ۲۰۱۵ به جهانیان معرفی شد. این خودرو در لانگبریج و با همکاری جنرال موتورز طراحی و توسعه یافته‌است.

## بررسی

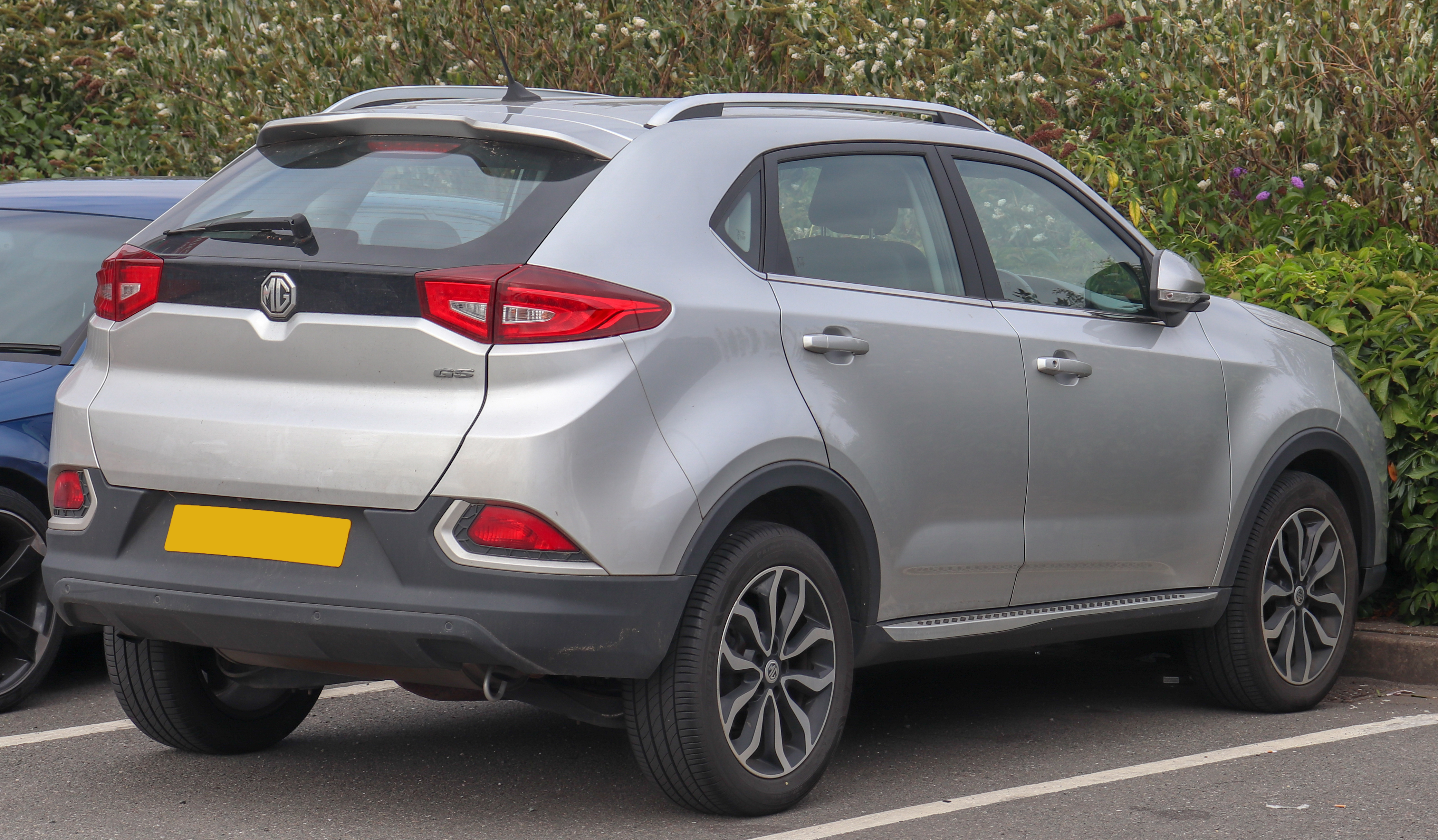
نمای عقب

این خودرو اولین خودروی شاسی بلند ام‌جی بود و با توجه به استهلاک کم از آن به عنوان سکوی پرتاب ام‌جی در دنیا یاد می‌شود و در انگلستان برنده بهترین هندلینگ خودرو و کسب‌کننده بیشترین رضایت مشتری را در کارنامه‌ی خود دارد؛ بنابراین جی‌اس مدل مهمی هم برای ام‌جی و هم برای سایک موتور است. به همین دلیل نیز سایک موتور تمامی توان مالی و تکنولوژیک خود را در کنار شرکای بین‌المللی قدرتمند خود از سراسر جهان بسیج کرد تا حاصل کار خودرویی قدرتمند، بی‌نقص، مدرن و با کیفیت باشد. این خودرو با دستی پر از تجهیزات فنی و رفاهی و بهره بردن از سیستم پیشرفته AWD smart که چرخ هرزگرد را کاملاً کنترل می‌کند و توانایی آفرود بالایی به خودرو می‌دهد و با داشتن قیمتی رقابتی پا به بازارهای جهانی گذاشته و همین امر باعث شده‌است که ام‌جی فروش بسیار بالایی در بازارهای فراتر از انگلستان و کل اروپا داشته باشد.

## موتورها

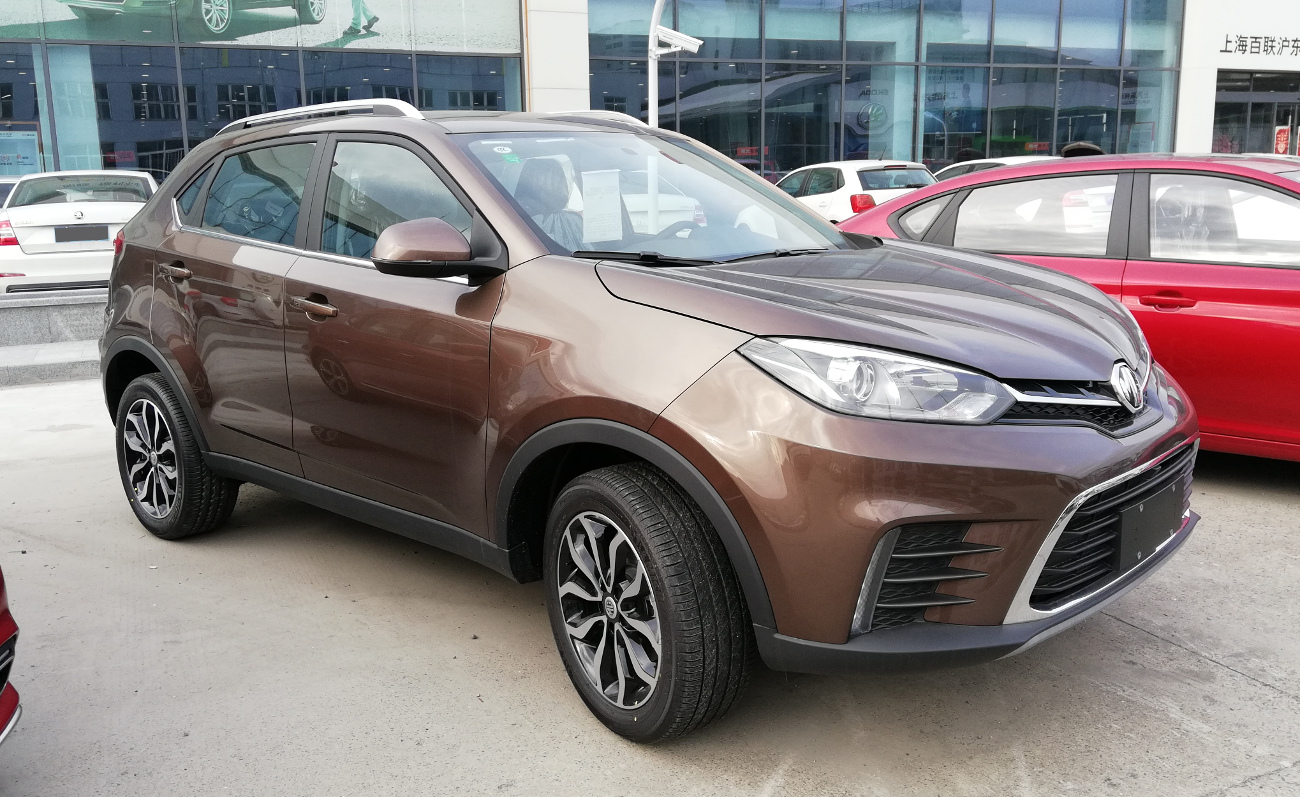
فیس‌لیفت

دو گونه موتور قابل سفارش برای ام‌جی جی‌اس بنزینی هستنند. اولی موتور ۱٫۵ لیتری توربو GDI SAIC CUBO-TEC است که ۱۶۸ اسب بخار توان خروجی دارد. موتور ۱٫۵ لیتری CUBE-TEC در جنرال موتور ساخته شده‌است و معمولاً از آن به عنوان موتور کوچک بنزینی GM SGE یاد می‌شود و گیربکس ۷ سرعته‌ی دوکلاچه در این مدل وظیفه‌ی انتقال قدرت را به‌عهده دارد.
همچنین یک موتور بنزینی چهار سیلندر GDI ۲٫۰ لیتری توربو با قدرت ۲۲۱ اسب بخار در دسترس است (تنها موتور در دسترس در ایران). این موتور با همکاری سازنده آلمانی اوپل تولید شده‌است که گیربکس شش سرعته دوکلاچه‌ی خیس ساخت بورگ وارنر وظیفه انتقال نیرو را به عهده دارد. گونه‌ی TGI Tech-motor 2.0L در انگلیس موجود نیست اما در بازارهای دیگر نظیر ایران و تایلند و استرالیا و چین موجود است. گیربکس‌های دوکلاچه هر ۵۰۰۰ تا ۱۰۰۰۰ کیلومتر نیازمند سلف لرنینگ هستند، درغیراین‌صورت سریع‌تر آسیب می‌بینند.
| موتورها              | موتورها    | موتورها                                                             | موتورها                                            | موتورها                         | موتورها    |
| مدل                  | حجم موتور  | قدرت                                                                | گشتاور                                             | حداکثر سرعت                     | شتاب ۰—۱۰۰ |
| -------------------- | ---------- | ------------------------------------------------------------------- | -------------------------------------------------- | ------------------------------- | ---------- |
| ۱٫۵ لیتری اس‌جی‌ئی آی۴ | ۱٬۴۹۵ سی‌سی | ۱۷۰ اسب بخار متری (۱۲۵ کیلووات؛ ۱۶۸ اسب بخار) در ۵٬۶۰۰ دور در دقیقه | ۲۵۰ نیوتن متر (۱۸۴ پوند-فوت) در ۴٬۵۰۰ دور در دقیقه | ۱۸۰ کیلومتر بر ساعت (محدود شده) | ۱۱٫۰ ثانیه |
| ۲٫۰ لیتری ام‌جی‌ئی آی۴ | ۱٬۹۹۸ سی‌سی | ۲۲۱ اسب بخار متری (۱۶۳ کیلووات؛ ۲۱۸ اسب بخار) در ۵٬۳۰۰ دور در دقیقه | ۳۵۰ نیوتن متر (۲۵۸ پوند-فوت) در ۴٬۵۰۰ دور در دقیقه | ۲۰۵ کیلومتر بر ساعت (محدود شده) | ۸٫۰ ثانیه  |

## فروش
| سال  | تایلند |
| ---- | ------ |
| ۲۰۱۶ | ۴۷۱    |
| ۲۰۱۷ | ۲٬۳۲۸  |
| ۲۰۱۸ | ۲٬۰۳۸  |
| ۲۰۱۹ | ۱٬۰۳۷  |